# Agadir (dikt)
Agadir, med undertiteln En dikt av Artur Lundkvist, är en diktsvit utgiven av Bonniers Förlag 1961.

## Innehåll
Diktsviten skildrar den svåra jordbävningen i Agadir 1960 som författaren bevittnade på plats tillsammans med Maria Wine och som de båda mirakulöst överlevde. I den tätt sammanhållna sviten skildras först staden före katastrofen, sedan själva jordbävningen och därefter ett antal dikter om de överlevandes fasansfulla upplevelser:
| ” | stora byggnader förvandlade till gravhögar utan ingång, med skyltarna oskadda ovanpå: oavbrutna chocker för ögat, medan känslan rullade ihop sig likt en rulle tråd. | „ |

Dikten har översatts till ett flertal språk, bland annat engelska, franska och portugisiska. Om sina upplevelser av jordbävningen berättar Lundkvist även i sin självbiografi Självporträtt av en drömmare med öppna ögon.

## Mottagande
Boken hyllades av många kritiker. I Stockholms-Tidningen skrev Stig Sjödin: ”Dikten om Agadir är en fresk målad med kalkdamm och människoblod. Patetiken talar blott genom de döda och de överlevande, genom den medmänsklighet som drivit denne diktare att berätta om katastrofen som den var och inte genom att avvinna den lysande effekter.(---)Artur Lundkvist har själv fastställt ordens otillräcklighet inför det hemska som hände. Ändå har han gett oss sanna ord om Agadir. Och det är stort. Gravskriften har samma obönhörliga kraft som olyckan.”

## Tonsättning
Delar av diktsviten har tonsatts av Stellan Sagvik - första versionen för soli, kör och orkester 1969 efter samråd med författaren om dikturval. 1976 bearbetades stycket inför ett framförande i Oscarskyrkan, Stockholm, initierat av där dåvarande kyrkomusikern Torsten Nilsson. Framförandet blev inte av ekonomiska skäl. Tonsättaren gjorde då en version för två sångare och piano. I den formen uruppfördes verket 1987 i Medborgarhusets Stora hörsal, Stockholm. En tredje version av stycket gjorde tonsättaren 2018, med utgångspunkt från partituret från 1976 med tillägg av från urversionen strukna delar, med sikte på framförande vid 50-årsminnet 2020 av jordbävningen.